# Jézus Társasága
A Jézus Társasága (latinul: Societas Jesu (SJ, vagy S.J.) vagy jezsuita rend a római katolikus egyház legnagyobb létszámú szerzetesrendje, amely a 2010-es évek végén világszerte, 112 országban mintegy 16 000 szerzetest számlált. A jezsuiták elsősorban lelkigyakorlatokkal, neveléssel és oktatással, médiával foglalkoznak, valamint szociális és egyéb lelkipásztori tevékenységet végeznek.
Jelmondatuk: Mindent Isten nagyobb dicsőségére!, illetve A hit szolgálata és az igazságosság előmozdítása.

## Célja és jellegzetessége
A jezsuiták célja (saját megfogalmazásuk szerint), hogy nemcsak saját üdvösségükön és tökéletesedésükön, hanem a hit védelmén és terjesztésén, valamint másoknak a keresztény hitéletben való előrehaladásán is fáradozzanak. Újabb megfogalmazásban a jezsuiták küldetése a hit szolgálata és az igazságosság előmozdítása.
A hármas hagyományos szerzetesi fogadalom mellett (szegénység, tisztaság, engedelmesség) felajánlják szolgálatukat Róma püspökének, a pápának mint Krisztus helytartójának, hogy az egyházfő bármikor szabadon rendelkezhessen a jezsuitákkal, ahol belátása szerint a legnagyobb szükség mutatkozik rájuk. A jezsuitáknak így voltaképpen nincs sajátos munkaterületük, illetve minden munka jezsuita feladatnak számít, amely küldetésüknek megfelelően a hit szolgálata és az igazságosság előmozdítása.
A Társaság katonai mintára létesült; tagjai katonáknak, „Krisztus harcosainak” tartották magukat, szervezetüket pedig hadseregnek tekintették. A vezetőknek abszolút fennhatósága volt a tagok felett. A despotizmust és a túlszabályozást azonban a rend korai belső dokumentumai mint jelenlévő, de leküzdendő problémát említették. A Rendalkotmány 727. pontja szerint a „a szükséges határozottságot és szigort a kedvességgel és szelídséggel” kell párosítani.
A rend nézete szerint Isten dicsősége azonos a katolikus egyház érdekével és minden mást megelőz. Ha érvényesül, akkor elérték céljukat.
A jezsuiták neve után szereplő SJ a rend latin nevének kezdőbetűi (Societas Jesu) a jezsuita rendhez tartozást jelzi. Jelszavuk latinul: Omnia ad maiorem Dei gloriam (O.A.M.D.G., azaz magyarul: Mindent Isten nagyobb dicsőségére M.I.N.D.) Címerükben a Jézus görögösen írt nevének latin betűs átírásából származó IHS rövidítés látható. Ez a középkortól elterjedt Krisztus monogram a domonkosoknál és a ferenceseknél is általános volt. Loyolai Szt. Ignác rendalapítót gyakran ábrázolják az IHS monogrammal, amelyet ő így oldott fel: Jesum habemus socium (Jézus a mi társunk), vagy Jesu humilis societas (Jézus alázatos társasága). Ehhez a monogramhoz később egy kereszt is járult, valamint három szeg a címer alján, amely Krisztus keresztre feszítésére emlékeztet.

## Története

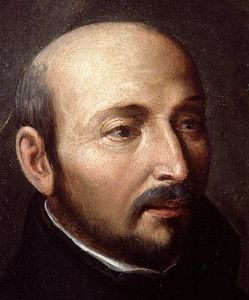
Loyolai Szent Ignác rendalapító

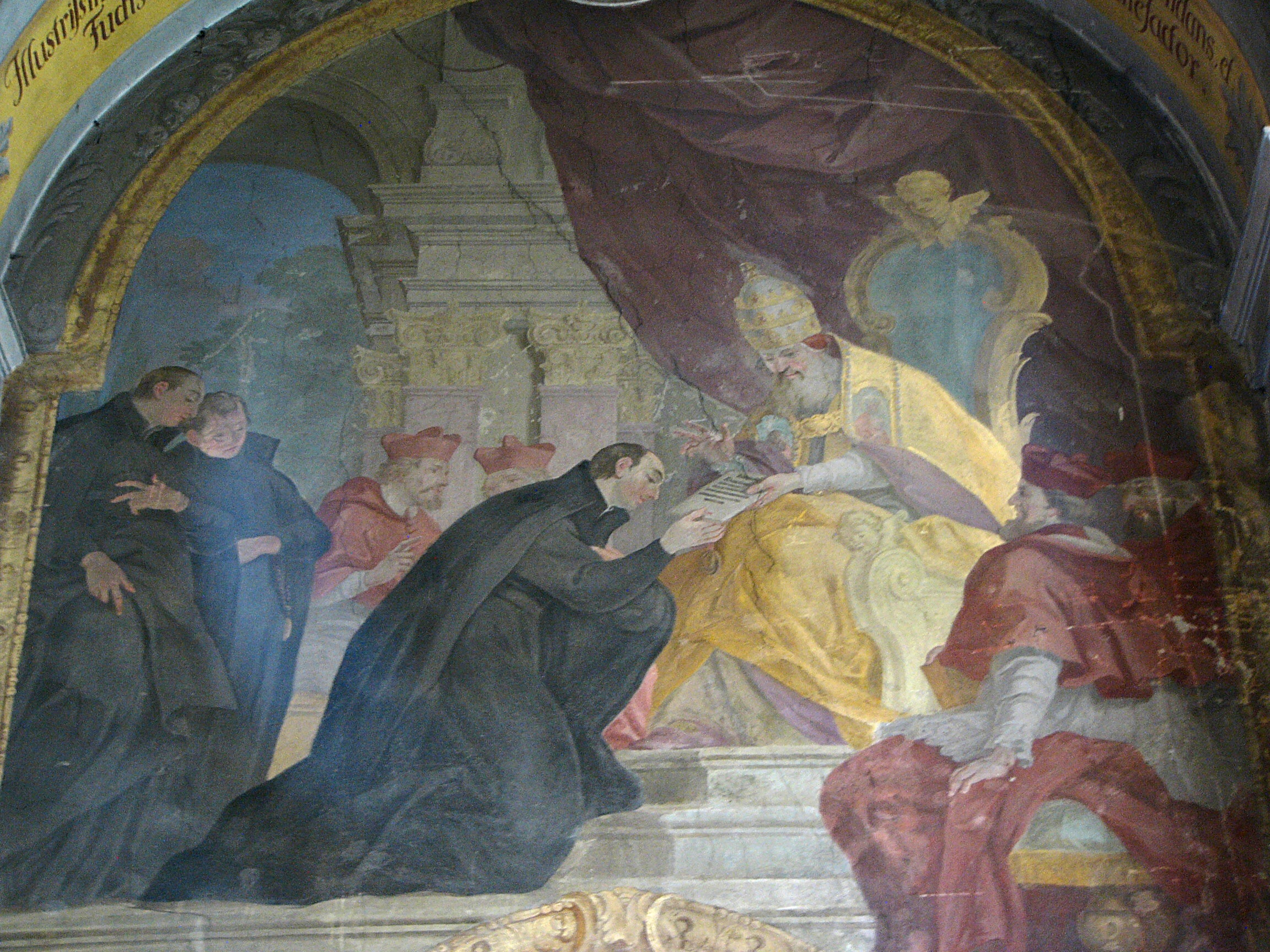
III. Pál pápa 1540-ben a Regimini militantis Ecclesiae kezdetű bullájával jóváhagyja a rend megalapítását.
Johann Christoph Handke (1694–1774) freskója

### Loyolai Ignác
A jezsuita rend alapítója a baszk származású Loyolai Szent Ignác. Ő fiatalemberként  lovag és katona volt, aki miután Pamplona védelmében súlyosan megsebesült, betegágyán elgondolkodott élete további értelmén. Korábban nagyon szerette az olyan lovagregényeket, amelyeket egy nemzedékkel később Miguel de Cervantes gúnyolt ki a Don Quijote c. regényében, de bátyja kastélyában, ahol lábadozott, nem volt semmilyen divatos olvasmány, csak a Krisztus követése c. keresztény lelki könyv, és a különféle szentéletrajzok. Jobb híján ráfanyalodott ezekre, majd felfedezte, hogy a szentek történeteinek olvasása jobb kedvre deríti és jobban inspirálja, mint azok az időszakok, amikor napközben a felépüléséről ábrándozik és az udvari, katonai karriert övező dicsőségen mereng. Csakhamar úgy döntött, hogy Jézus elkötelezett követőjeként, szentjeként teljesedhet ki igazán az élete.
Elhatározta, hogy lemond a világi életről; vagyonát szétosztotta a szegények közt, és egy imádságos időszak vándorlásai végén egy Manréza nevű kis város melletti barlangba költözött, ahol lelki élményei és tapasztalatai tanulságait összegyűjtve megírta a Lelkigyakorlatok könyvét, ami azóta is a jezsuita típusú keresztény élet egyik alapdokumentuma. Szent Ignácnak egyértelmű célja volt másokat is elvezetni azokra az imádságos tapasztalatokra, amelyekre ő szert tett. A lelkigyakorlatok ezt a célt szolgálják.
Ezután zarándokutat tett Palesztinába, majd a Szentföldről visszatérve hosszú éveken át tanult, majd az inkvizíció nyomására a párizsi egyetemre ment, ahol magiszteri fokozatot szerzett, majd ott megismert első társaival 1534-ben letette a szegénység és tisztaság fogadalmát. 1537-ben Rómában pappá szentelték, ugyanott öt társával megalakította a Társaságot, amelynek első vezetőjévé, ún. generálisává választották meg.

### Kezdetek
A rend alkotmányát III. Pál pápa 1540. szeptember 27-én hagyta jóvá. A rendalapítás idején javában terjedt a reformáció, és ez döntően meghatározza az alakulófélben lévő jezsuita rend szellemiségét. A rendnek az volt a célja, hogy segítsen megállítani a katolikus egyház hanyatlását, megszilárdítani a pozícióit a 16. század új körülményei között, amikor rohamos fejlődésnek indult a könyvnyomtatás és a tudomány és a protestáns "eretnekség" dacolt Rómával és behatolt a katolicizmusnak még olyan fellegváraiba is, mint pl. Spanyolország.
A reformációt követő katolikus megújulásban döntő szerepet játszott a tridenti zsinat (1545–1563), amelynek munkájára a jezsuiták is nagy hatással voltak. Ez a rend lett az, amely megalapozta az elmúlt századok római katolikus dogmaalkotási folyamatát. A jezsuita teológia a "szülőanyja" bizonyos Mária-dogmáknak. Hozzájuk kötődik a Mária szíve kultusz elterjedése is.
Hogy válaszolni tudjanak a protestánsok kihívásaira, a jezsuiták szorgalmazták a katolikus papság emeltebb szintű oktatását, és számos iskolát, kollégiumot, egyetemet és tudományos társaságot alapítottak, amelyek a katolikus egyház szolgálatában álltak. Egymás után alapították az iskoláikat, lehetőség szerint maguknak szerezték meg a felsőoktatás irányítását is, befolyásuk volt a katolikus fejedelmi és királyi udvarokban és a politikai élet irányításában is részt vettek.
1548-ban Messinában nyílt meg az első kollégiumuk, majd 1551-ben a Collegium Romanum, a későbbi Gergely Egyetem. 1552-ben jött létre a Collegium Germanicum papnevelő intézet.
Ignác 1556-os halálakor már kb. ezer tagja volt több mint száz rendházban, és Európa hét országában, továbbá Indiában a társaság 39 kollégiuma működött már.
Abban is különböztek a többi szerzetesrendtől, hogy tevékenyen részt vettek a nemzetközi ügyekben, a világpolitikában. Lényegében ez volt az egyház első igazán kozmopolita rendje, amelybe különböző nemzetek képviselői léptek be, akik készek voltak bármikor elhagyni lakóhelyüket és rendfőnökük parancsára a földteke bármely pontjára áttelepülni. A jezsuita szerzetes nemcsak az akaratát, hanem meggyőződését is köteles volt feljebbvalójának alárendelni, s ezt a vezetők szigorúan ellenőrizték is. A negyedik fogadalomnak tulajdonítható, hogy a jezsuita teljesen elszakadt a világtól, számára sem rokoni, sem baráti kapcsolat nem létezett többé, ahogy a hazaszeretet fogalma sem.
Diego Laynezt  (1512-1565) tartják a rend második alapítójának. Ignác gyakran ragaszkodott ahhoz, hogy valamely ügy eldöntése előtt kikérje a közösség véleményét, környezetét is erre intette. Laynez szakított ezzel a hagyománnyal; ő és utódai abszolút hatalommal rendelkeztek. A Társaság arculata, amilyenné a századok formálták, Loyoláé mellett leginkább Laynez képét viseli magán.

### Európában
Európában a rend célja a római katolikus egyház egyeduralmának visszaállítása volt, az eretnekek, a szakadárok megtérítésével. Ők irányították az ellenreformáció döntő csatáit. Ez a feladat megkívánta, hogy széles látókörűek, sokoldalúan műveltek, a világ dolgaiban járatosak legyenek. Enélkül nem lettek volna képesek a protestáns lelkipásztorokkal vitázni, érveiket cáfolni, pozícióikból kivetni őket. Ismerniük kellett ellenfeleik érveit, módszereit, sőt helyenként alkalmazni is azokat, hogy sikert érjenek el. Ilyen feladatokra a zsolozsmázó, önsanyargató és böjtölő szerzetes típusa már aligha volt alkalmas.
Tevékenységük, valamint a lelkigyakorlatok és a népmissziók által a jezsuiták nagy népszerűségre tettek szert a katolikusnak még megmaradt országokban. Gyakorlatilag megállították a reformáció további terjedését, sőt több országban (köztük Magyarországon is) jelentős tömegeket térítettek vissza a katolikus egyházba.
Kiterjedt iskolarendszert hoztak létre, amelyek az ellenreformáció céljait szolgálták; tanítványaikat meggyőződéses katolikusokká, a pápa és az egyház feltétel nélküli híveivé igyekeztek nevelni. Erre szolgáltak az iskolák mellett szervezett Mária kongregációk is.
A barokk az ellenreformáció művészeti stílusa lett, amelynek a bevezetése a rendhez kapcsolódik. A barokk egyházi építészet a maga túláradó pompájáról és a hívők elkápráztatásáról volt jellemző, a protestáns templomok puritánságával szemben. Rómából indult és az első megjelenési formája a városban az Il Gesù jezsuita templom lett. Magyarországon az első barokk épület a nagyszombati jezsuita templom lett. A barokk a festészetet, az irodalmat, a zenét is alkalmazta és megkezdődött a Mária-kultusz, a szentek tisztelete, az eucharisztia stb. bensőséges, érzelmekre ható művészi kifejezése.
A Társaság különös figyelmet szentelt a világi uralkodók, főurak megnyerésének. III. János portugál király volt az első, aki jezsuita gyóntatót kért. Utána III. Henriktől XV. Lajosig, két évszázadon át minden francia uralkodónak; a 17. század eleje után minden német császárnak; 1579 után minden bajor hercegnek; Lengyelország és Portugália legtöbb uralkodójának; a 18. század folyamán a spanyol királyoknak, a Habsburgoknak; Európa számos uralkodó vagy fejedelmi családjának jezsuita lett a gyóntatója. A poszt egyszerre volt bizalmas és befolyásos mint a királyi lelkiismereti tanácsadója, akivel az egyházi, politikai és gazdasági kérdésekben is konzultálni lehetett. Egyes nézetek szerint nagy sikereket értek el a nők befolyásolása terén is. Ahol az uralkodó, vagy az államférfi befolyásolása nehezebbnek bizonyult, mindig segített a feleség, a szerető – esetenként mindkettő befolyásolása.
Bellarmin Róbert, Canisius Péter vagy Magyarországon Pázmány Péter ugyan érvekkel mutatta be a katolikus egyházat, és békés áttérést ért el sokaknál, de más jezsuiták belesodródtak a kor vallási tömegszenvedélyeibe. Mindenhol ott voltak, ahol az „igaz hitért, Krisztusért” kirobbant a vallásháború: a hugenották elleni harcban, a Szt. Bertalan-éjt követő pogromok felszítói között, ők uszították a Habsburgokat a magyar és cseh protestánsok ellen, és ott voltak a harmincéves háború kiprovokálása mögött.
A pápai inkvizícióban ők irányították a könyvcenzúrát, s ők állították össze a hívők számára a tiltott könyvek indexét. A 16-17. század fordulóján Bellarmino jezsuita bíboros állt a pápai inkvizíció élén, ő írta alá Giordano Bruno halálos ítéletét és igyekezett máglyára juttatni Galileit is.
A 17. század elején bizonyos csoportok meg akarták szüntetni a Társaság hierarchikus jellegét és korlátozni akarták a generális életre szóló megbízatását. Az Acquaviva elleni mozgalomnak V. Pál pápa Quantum religio kezdetű bullájával vetett véget 1606-ban.
A fénykoruk idején a kikötőkhöz, kereskedelmi központokhoz közel eső, spanyol, portugál, francia és itáliai jezsuita telepek valóságos raktárakat tartottak fenn, amelyek nagykereskedést folytattak a gyarmatokról származó árukkal. A legtöbb rendház ezentúl banküzletekkel is foglalkozott. A jezsuita rendházakhoz szóló átutalások a kor legbiztosabb bankügyleteit jelentették.
VIII. Orbán, X. és XI. Kelemen, valamint XIV. Benedek pápa eltiltották a jezsuiták túlságosan nyílt kereskedelmi tevékenységét, a banküzleteket, de a páterek furfanggal játszották ki ezeket a pápai rendelkezéseket.

### Más kontinenseken

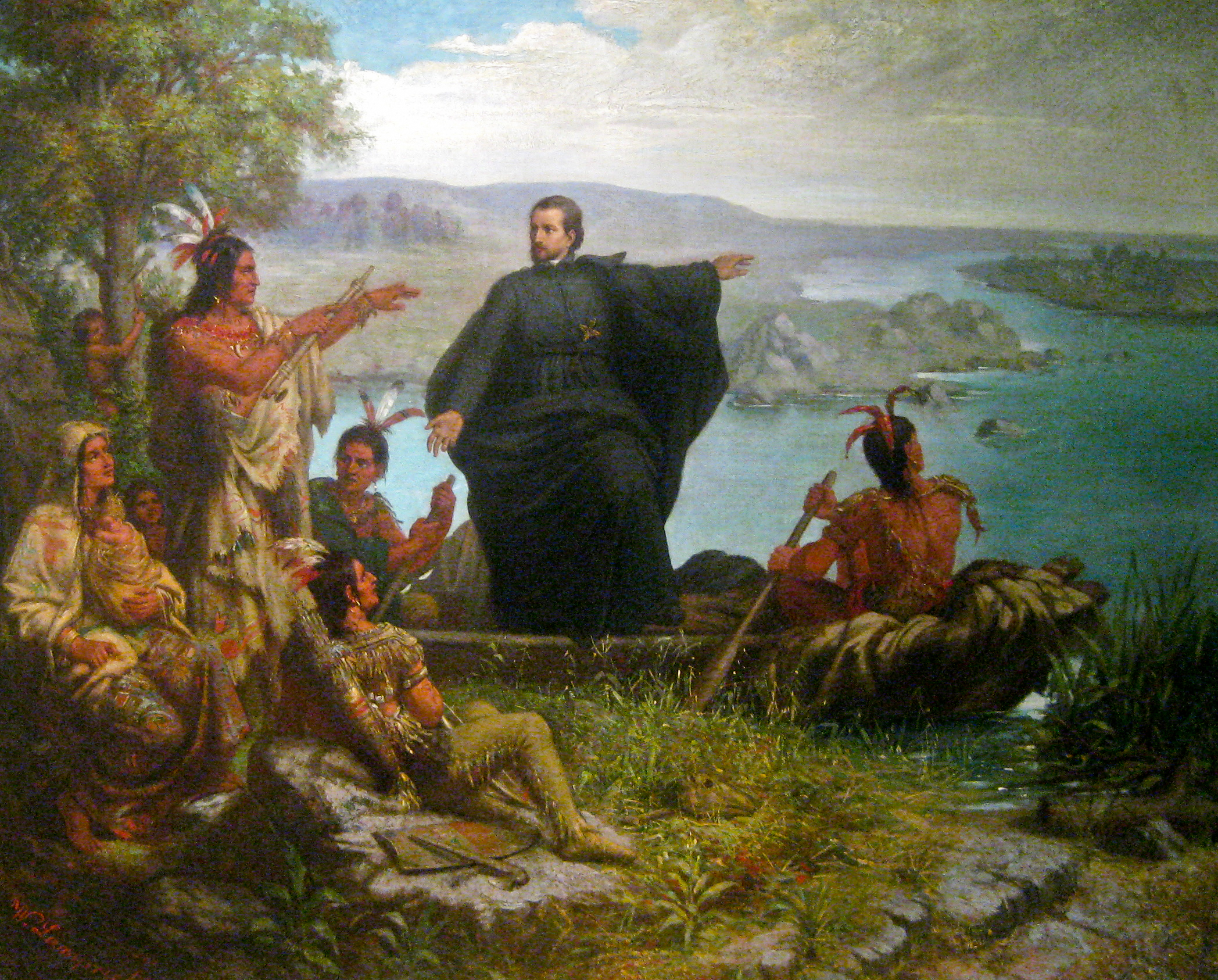
Jacques Marquette francia jezsuita atya 1673-ban a huronok és szomszédaik, a lakota indiánok között vezetett missziót

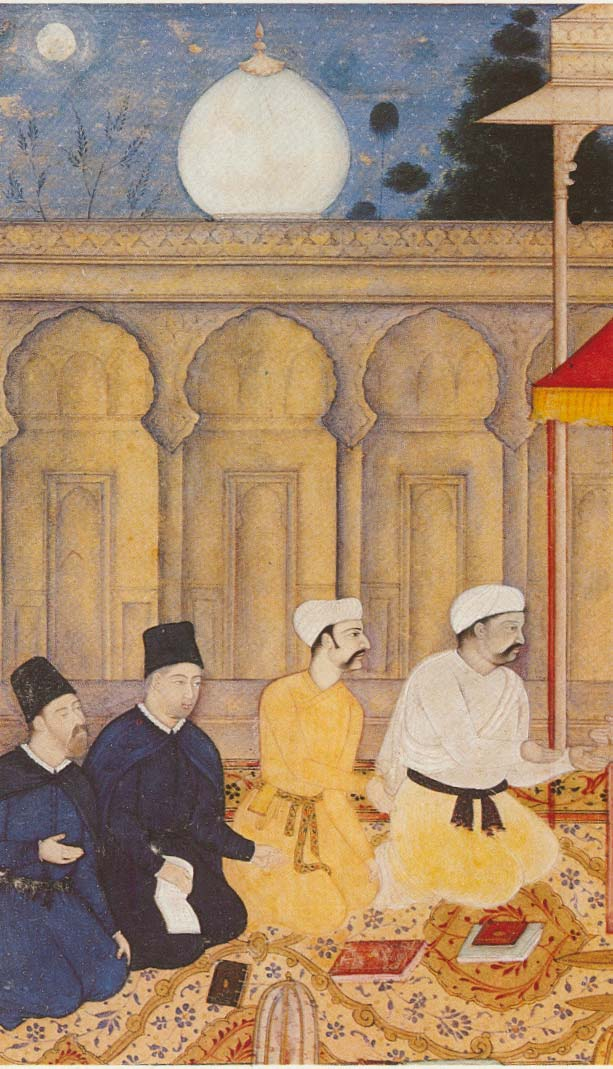
Jezsuiták az indiai I. Akbar mogul sah udvarában (1605 körül, 'Ibadat-Khanah')

A hittérítők kiválasztásakor a portugálok döntöttek először a jezsuiták mellett. A döntésben része volt annak is, hogy III. János portugál király követe még a jezsuiták renddé szervezése előtt Loyolát választotta gyóntatópapjául. Loyola Rodriguezt, később Bobadillát, végül Xavéri Ferencet – az egykori navarrai nemest – szemelte ki erre a feladatra. 1542 áprilisában Xavéri útra kelt Indiába; ez a dátum jelzi a jezsuiták Európán kívüli tevékenységének kezdetét. 
Az első jezsuita misszionáriusok bázisa Goa, az indiai portugál gyarmatok központja volt.
Loyolai Ignác 1556-os haláláig Európában, Ázsiában, Afrikában és az Újvilágban már mintegy ezer jezsuita dolgozott. 1626-ra a számuk már 15,5 ezer volt. 
Tagjai között ekkor már a legkiválóbb egyetemek teológiatanárait, pápai nunciusokat, hithirdetőket találunk Amerikától Japánig.
Katolikus hittérítésük jelentős sikerrel járt Európán kívül is, elsősorban Latin-Amerikában (redukciók), Indiában (főleg Goa), Kínában és Japánban. Sikerük oka részben a megtérített népek vallásához való alkalmazkodásban keresendő.
Aktívan részt vettek a dinasztikus harcokban és a vallásháborúkban, a gyarmati hódításokban. Amerikában – Henry I. Bolton történész alapján – az aranyásókkal, katonákkal, marhahajcsárokkal és kereskedőkkel együtt nyomultak előre vagy előttük haladtak. A gyarmatosítók, hogy szellemileg is megszerezzék a hatalmat a leigázott népek fölött, erőszakkal is a keresztény hitre akarták őket téríteni. Módszereiket gyakran a katolikus egyház vezetői sem ellenezték, vagy legalábbis hallgatólagosan eltűrték.
A jezsuiták Brazíliában 1549-ben, Peruban 1570 körül, Mexikóban 1572-ben, Paraguay-ban 1588-ban jelentek meg. Dél-Amerikában 1609-ben hozták létre az első redukciót a guaraní indiánok között.
A rend tagjainak fellépése sok bennszülöttet megmentett az európaiak rabszolgaságától, ugyanakkor az afrikaiak rabszolgaságát nem ellenezték, inkább csak kritizálták azok rabszolgaságának feltételeit.
Az indiánok többször fellázadtak "jótevőik" ellen és több alkalommal is megölték a jezsuitákat, illetve elűzték a földjeikről a spanyolokat. A jezsuiták azonban a gyarmatosítók kíséretében csakhamar visszatértek és a katonák vérbe fojtották az indián felkeléseket.
A coimbrai, később pedig a makaói misszionáriusképző kollégiumok a jezsuiták fénykorában, a 17-18. században több ezer gondosan kiképzett misszionáriust – köztük több magyart is – indítottak a négy világtáj felé. Az aktív hittérítő és oktató tevékenység, továbbá a különféle kereskedelmi vállalkozások révén a rend csakhamar az egyik leghatalmasabb gyarmati intézménnyé fejlődött.

#### Paraguay-i redukciók

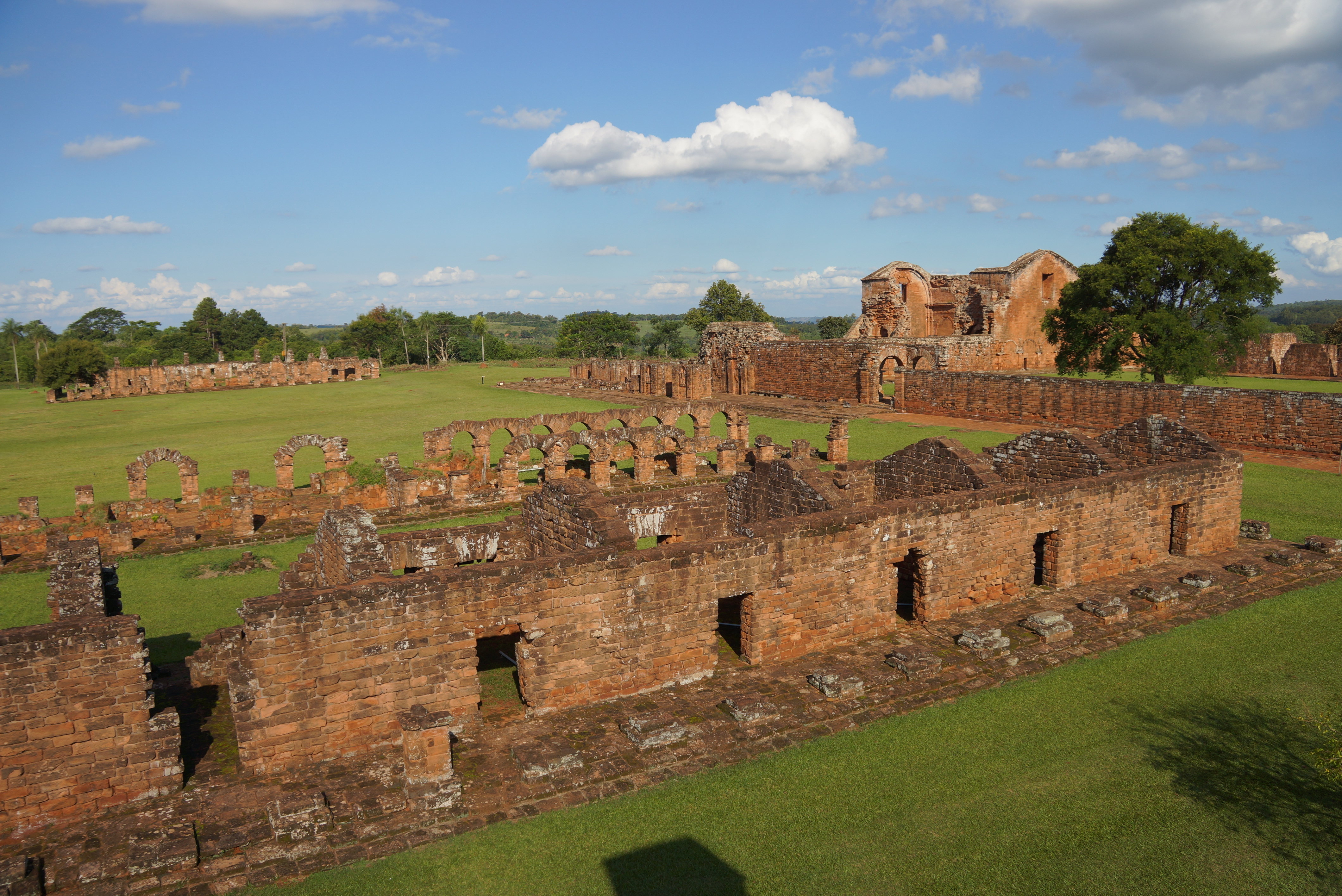
A paraguayi La Santísima Trinidad de Paraná misszió romjai

1609-ben a spanyol király a jezsuitáknak adományozta a mai Paraguay déli részét, akik missziós telepeket kezdtek építeni a bennszülöttek számára. Hasonló telepeket hoztak létre a mai Brazília és Argentína területén is. A rend fő gazdasági bázisát aztán ezek az ún. redukciók adták.
Paraguayban kb. harminc redukciót, indián telepet hoztak létre, amelyekben 100-150 ezer indián élt.
A redukciók léte „állam volt egy államon belül”, amelyben az őslakos népek a jezsuita atyák vezetésével autonómiák maradtak és elkülönültek a spanyol gyarmatosítóktól és uralomtól, más európai itt, a rend tagjain kívül nem is telepedhetett le. A jezsuiták felfegyverezték az indiánokat, fegyvereket és puskaport gyártva a redukciókban, hogy így védjék meg magukat a rabszolgaságtól.
Az indián férfiak földműveléssel, állattenyésztéssel és iparral foglalkoztak, amíg a nők a házimunkát és a középületek körüli tevékenységet látták el. Magántulajdon nem volt, a földek, műhelyek, üzemek, de a termelési eszközök is "Isten tulajdonát" képezték, azaz köztulajdonban voltak.
A paraguay-i redukciókban a jezsuiták korlátlan és teljes hatalmat élveztek, belátásuk szerint szabályozták az indiánok életét és a legfőbb hatalmat jelentették számukra. Megvédték az indiánokat a gyarmatosítóktól de munkájuk nagy hasznot is hozott a rendnek. Az atyák nagy tételben szállították a piacra a yerba-matét, a gyapotot, a bőrt, a bőrcserző anyagot, viaszt, dohányt, gabonát és egyéb termékeket.
Kulturális téren a redukciók jelentős föllendülést hoztak az indiánoknak, pl. megszületett a guaraní nyelvű abc, és guaraní nyelvű nyomdák is létrejöttek.

### Bírálatok és feloszlatás
Protestáns oldalról kezdettől bírálatok özöne érte a jezsuitákat. Ezekben a vádakban újra meg újra felbukkant az az állítás, hogy tanítóik szerint egy „jó cél” elérése érdekében rosszat is lehet cselekedni. A mondást, hogy „A cél szentesíti az eszközt”, a jezsuiták irataiban nem találjuk ugyan meg, de a rend tevékenységére egyes vélemények szerint jellemző volt.
1593-ban kiűzték őket Franciaországból Guignard jezsuita páternek a királygyilkosságban való bűnrészessége miatt. Ezek után óriási botrányt kavart Franciaországban Juan de Mariana spanyol jezsuita, aki A királyságról és a királyság intézményéről (De rege et regis institutione) című művében (1598) a zsarnokölést helyeselte, és jó példaként utalt a III. Henrik francia királyt 1589-ben egy tőrszúrással meggyilkoló Clement dominikánus szerzetesre és felbujtójára, Guignard-ra. Mariana egyébként John Locke előfutáraként megfogalmazta, hogy a hatalomnak a forrása a nép, amely az uralkodóknak adja át a hatalmát a magántulajdon biztosítása érdekében, de arra jut, hogy ha egy zsarnok ezzel visszaél, megölni sem bűn.
Mariana egy pamfletben a saját rendjét is bírálta, mint túlságosan zsarnoki fölépítésű testületet, ahol a generálisnak Rómában túl nagy a hatalma, de ez a belső ellenzéki szerep nem változtatott azon, hogy a felforgató gondolatait a külső ellenfelek az egész rend meggyőződéseként mutatták be. Annyi tény, hogy bár Mariana a spanyol királlyal is konfliktusba került egy közgazdasági munkája miatt, és börtönbe került pár évre, de végül békés körülmények között halt meg 87 évesen, amit irodalmi tekintélye mellett (írt egy klasszikussá váló 50 kötetes munkát Spanyolország történetéről), a Rend védelmének köszönhetett.
A katolikus egyháziak részéről is számos kritika érte őket. A ferencesek már a XVII. század kezdetétől a tridenti zsinat határozatainak megszegésével vádolták őket a kínai misszió miatt, mert az ott elterjedt ősök tiszteletét beemelték a jezsuiták által ellenőrzött helyi katolikus liturgiába. A bírálók 1704-ben értek célt, amikor XI. Kelemen előírta a tridenti szertartásrend szoros követését Kínában. 1734-ben és 1744-ben az egyház elítélte az indiai (malabári) rítust is, mert a rend ott is engedményeket tett a helyi kultuszoknak.
A jezsuiták éles konfliktusba kerültek a janzenistákkal is. A janzenistákhoz kapcsolódva Pascal a Vidéki levelek c. irodalmi klasszikusában foglalta össze a jezsuiták elleni vádjait 1656-57-ben, többek közt csalóknak és hazudozóknak nevezte őket. Pascal a belső megtérést követelte Krisztushoz, és azzal vádolta a jezsuitákat, hogy nekik viszont elegendő a formális dogmák elvi elfogadása, bármilyen laza erkölcsű életvitel, továbbá hatalomra és fényűzésre törekvés mellett is.
A portugálok 1767-ben fegyveres erőszakkal számolták föl a paraguayi redukciókat, és a guaraní indiánok ellenállása miatt a jezsuitákat is lázítással vádolták. A vádakat ebben az esetben is egy irodalmi klasszikus, Voltaire Candide-ja népszerűsítette.
Ez is része annak, hogy a felvilágosodás hívei a katolikus Nyugat-Európa államaiban a 18. században általános támadást indítottak a jezsuiták ellen, azzal vádolva őket, hogy azokban az országokban, ahol a rend működik, beleavatkoznak az állami politikába. Érdekes kordokumentum Savoyai Jenő tábornagy levele Passionei pápai nunciusnak 1714-ből: „A vallási viszály eddig még minden államot tönkretett. Itt sem sok hiányzott ahhoz, hogy a jezsuiták Magyarországon a protestánsok üldözésével az Ausztriai Ház uralmát végveszélybe sodorják.”

Tömegével jelentek meg pamfletek, amelyek a jezsuitákat ármányokkal, erkölcstelenséggel és királygyilkosságokkal vádolták.

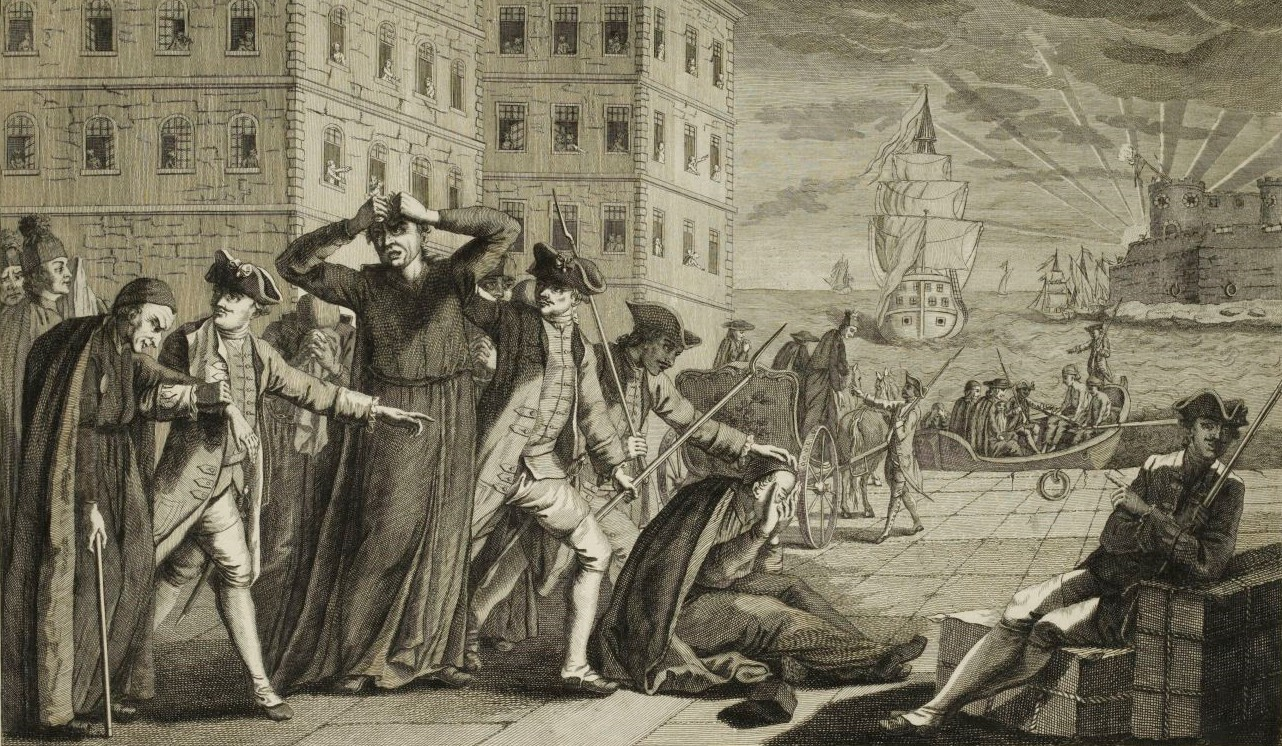
A jezsuiták kiűzése Spanyolországból (1767). Francia Forradalom Múzeum, Vizille

A rendet egymás után utasították ki az európai országokból és az azokhoz tartozó birodalmakból. Elsőként 1759-ben Portugália űzte ki őket a paraguayi portugál uralom elleni lázadás szítása miatt. A portugál kiutasítást követte nem sokkal később Franciaország (1764), a Két Szicília Királysága, Málta, a Spanyol Birodalom (1767).
1773. július 21-én, a Bourbonok nyomásának engedve, XIV. Kelemen pápa a Dominus ac Redemptor noster kezdetű bullájával kénytelen volt feloszlatni a Társaságot. A rend tagjait feloldotta fogadalmaik alól, ezután a felszentelt jezsuita papok egy része más szerzetesrendekhez csatlakozott, más részük pedig a világi papság közé kérte felvételét.
A pápai határozat után 1773-ban a Habsburg Birodalom is feloszlatta a rendet.

### Újraalapítás
A rend feloszlatása nem volt teljes: néhány helyen pártjukra álltak a helyi állami hatóságok. A legtöbb ilyen esetben azonban csak arra kaptak engedélyt a volt rendtagok, hogy a püspök alá rendelt világi papokként együtt maradjanak, és tovább vigyenek egy-egy iskolát, utánpótlás képzésével azonban nem foglalkozhattak. Néhány év jogbizonytalanság után ez lett a megoldás a porosz megszállás alá került Sziléziában is, ahol Nagy Frigyes porosz király a rend mellé állt.
Nagy Katalin cárnő is a jezsuiták pártjára állt, neki a megszállt Lengyelországban voltak katolikus alattvalói és jezsuita intézményei. Ő azonban még azt is elérte VI. Piusz pápánál, hogy a lengyelországi jezsuiták novíciátust alapíthassanak és rendfőnököket választhassanak az eredeti rendalkotmány értelmében. Ez nyilvánvalóan azért volt lehetséges, mert VI. Piusz a folyamatos Bourbon diplomáciai nyomás ellenére igazából támogatta a rendet. Érdekes – más területről származó – bizonyíték erre, hogy a függetlenné vált USA-ban az első baltimore-i érsek 1789-ben a volt jezsuita, John Carroll lett.
1814. augusztus 7-én VII. Piusz pápa Sollicitudo omnium ecclesiarum kezdetű bullájával visszaállította a jezsuita rendet. Amikor ezt kihirdették, többen még éltek a „régi jezsuiták” közül, illetve támaszkodni lehetett a lengyelországi intézményi túlélésre is. Az első új általános rendfőnök a még Lengyelországban 1805-ben megválasztott Tadeusz Brzozowski lett.
Említést érdemel, hogy a rend általános helyreállításakor az addig jóindulatú orosz politika fordulatot vett, és 1820-ban Oroszország területéről, tehát a megszállt Lengyelországból is kiutasították a rendet.

### Modern kor
| Régió                  | Jezsuiták | Össz %-a |
| ---------------------- | --------- | -------- |
| Afrika                 | 1,509     | 9%       |
| Dél-Latin-Amerika      | 1,221     | 7%       |
| Észak-Latin-Amerika    | 1,226     | 7%       |
| Dél-Ázsia              | 4,016     | 23%      |
| Óceánia                | 1,639     | 9%       |
| Közép- és Kelet-Európa | 1,641     | 10%      |
| Dél-Európa             | 2,027     | 12%      |
| Nyugat-Európa          | 1,541     | 9%       |
| Észak-Amerika          | 2,467     | 14%      |
| Összesen               | 17,287    |          |

A 20. század kiemelkedő teológusa, Karl Rahner a rendből származott.
2013-ban Ferenc pápa révén először lépett jezsuita szerzetes a pápai trónra.

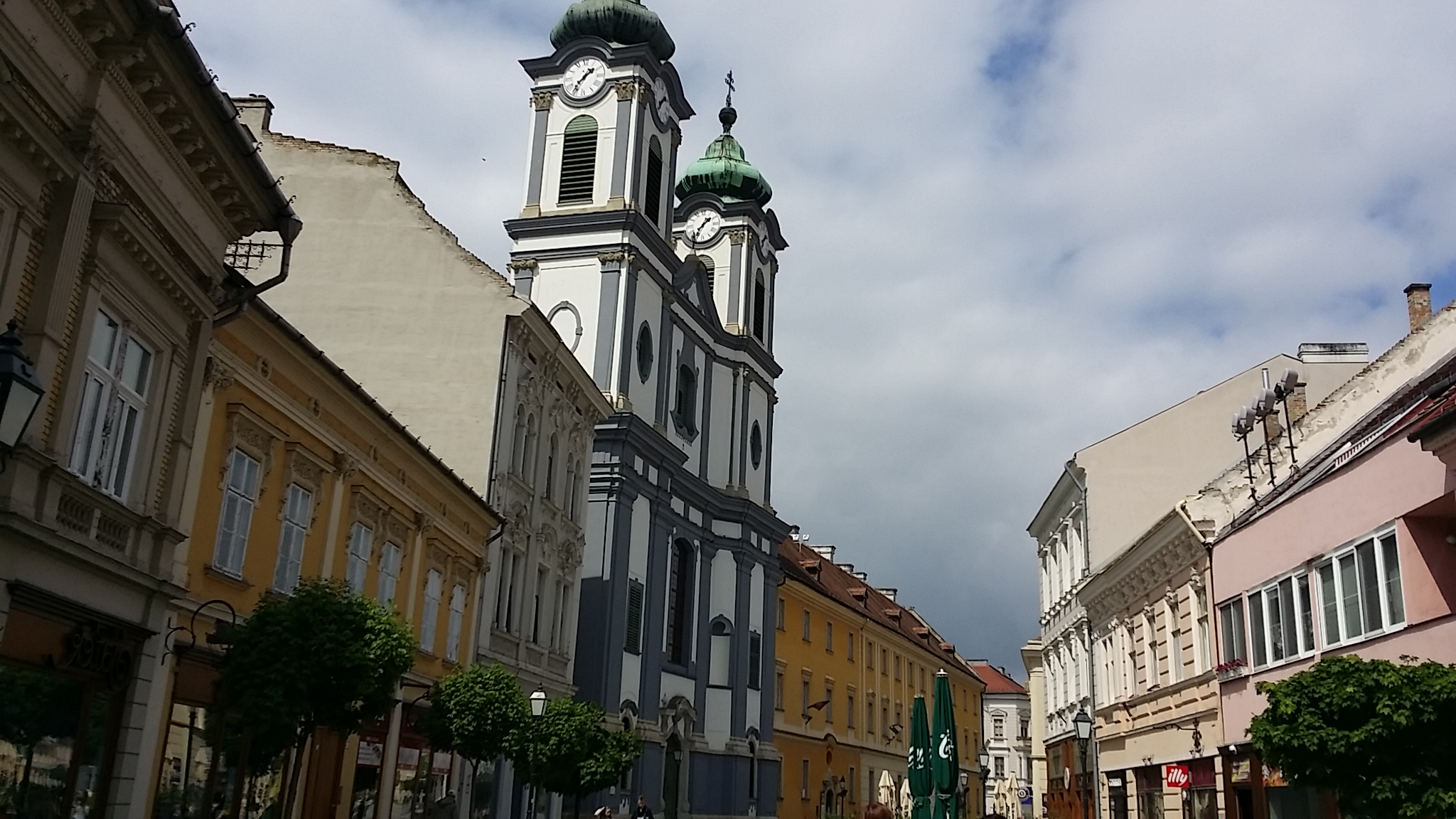
A jezsuiták egykori temploma Székesfehérvárott, a Fő utcán. A templom később a pálosok, majd a ciszterciek kezelésébe került

A jezsuiták számának erős csökkenése tapasztalható az utóbbi évtizedekben. A 2010-as évek végén a társaságnak mintegy 16 ezer tagja volt, ez kb. 56% -os csökkenést jelent a második vatikáni zsinat vége (1965) óta, amikor a tagsága 36 ezer fő volt. A csökkenés leginkább Európában és Amerikában mutatkozik meg, viszonylag szerény tagságnövekedéssel Ázsiában és Afrikában.
2019-ben Arturo Sosa, a jezsuiták generálisa úgy becsülte, hogy 15 év múlva, 2034-re a rend tagjainak száma mintegy 10 ezer főre fog csökkenni.

### Magyarországi történetük
Magyarországra Oláh Miklós esztergomi érsek telepítette be a jezsuitákat, akik 1561-ben tíz taggal átvették a nagyszombati iskola vezetését. Erdélybe Báthory István fejedelem 1579-ben hívta be a jezsuitákat, de az erdélyi országgyűlés már 1588-ban, majd 1602-ben kitiltotta őket.
Magyar tevékenységüket az ellenreformáció élharcosa, Pázmány Péter lendítette fel. Eredetileg ő is jezsuita volt, és 1635-ben Nagyszombatban egyetemet alapított a számukra, továbbá több városban rezidenciát épített nekik, és több iskolát rájuk bízott.
A Habsburg abszolutizmus minden vonalon felhasználta őket; a jezsuiták irányították a könyvcenzúrát, a tiltott könyvek felkutatását és elégetését, a Mária-kultusz és a Regnum Marianum (Szűz Mária királysága) gondolatának terjesztését.
A Habsburg Birodalomban a római egyház identitása megerősödött. A rend oktatása eredményt hozott, és lelkes katolikus uralkodók léptek a trónra. Inkvizíció nem volt és a tridenti döntéseket nem vették túl szigorúan, de az iskolákban és rendházakban folyt a munka, így a 17. század fordulóján a római katolikus egyház a Habsburgok tartományaiban jóval erősebb lett, mint fél évszázaddal korábban.
Az 1740-es évek elején a jezsuita rend kezdeményezte Ausztriában, hogy létrehozna egy olyan intézetet, amely egyrészt a katolikus egyház és az állam szempontjait is szem előtt tartva kisgyermek korától fogva oktatná és nevelné a nemesi ifjúságot. Az Academia Theresiana el is kezdte működését. Ennek ellenére a Habsburg Birodalom részét képező Magyar Királyságban a jezsuiták tevékenységének Mária Terézia vetett véget. Feljegyezték, hogy az uralkodónő sírva fakadt, miközben kénytelen volt kihirdetni XIV. Kelemen pápa bulláját, ami azt jelentette, hogy a rend működését feloszlatta a Habsburg Birodalomban.
A rend visszaállítását követően a jezsuiták Magyarországon csak azzal a feltétellel indulhattak újra, ha semmit sem kérnek vissza a rend feloszlatásakor elvett javaikból. Ennek következtében több korábbi, tipikusan jezsuita jellegű épület és intézmény továbbra is más katolikus vagy világi intézmény tulajdonában maradt. A 10 000 Ft-os bankjegyen látható Prímási Palota és Vízivárosi templom eredetileg jezsuita rendház ill. templom volt . További példák Budapesten a vízivárosi Szent Anna plébániatemplom, Egerben a mai ciszterci templom, a mellette lévő rendház és gimnázium, a „jezsuita patika”, a csillagvizsgáló, Győrött a bencés templom és gimnázium, Pécsett a Ciszterci Rend Nagy Lajos Gimnáziuma, Sopronban a volt jezsuita templom, a volt rendház a templom mellett, valamint a jelenleg múzeumként működő patika, Székesfehérvárott a jelenlegi ciszterci templom, stb.
A jezsuiták vezették a háború előtt az Actio Catholica-t és máig a Manrézát, amelyben rendszeresen tartanak lelkigyakorlatokat.
A II. világháború után több kommunista országban újra betiltották a Jézus Társaságát, közöttük Magyarországon is. 1950-ben Magyarországon közel 400 jezsuitát internáltak munkatáborokba, intézményeiket pedig államosították. A legfőbb jezsuita elöljáró (generális) rendelkezésére a magyar jezsuitáknak (főképpen a fiatal rendtagoknak) el kellett hagyniuk az országot. A jezsuita rend magyarországi működése csak az 1989. évi II. (az egyesülés és vallásszabadság jogáról szóló) törvénnyel válhatott ismét legálissá.

## A jezsuita képzés

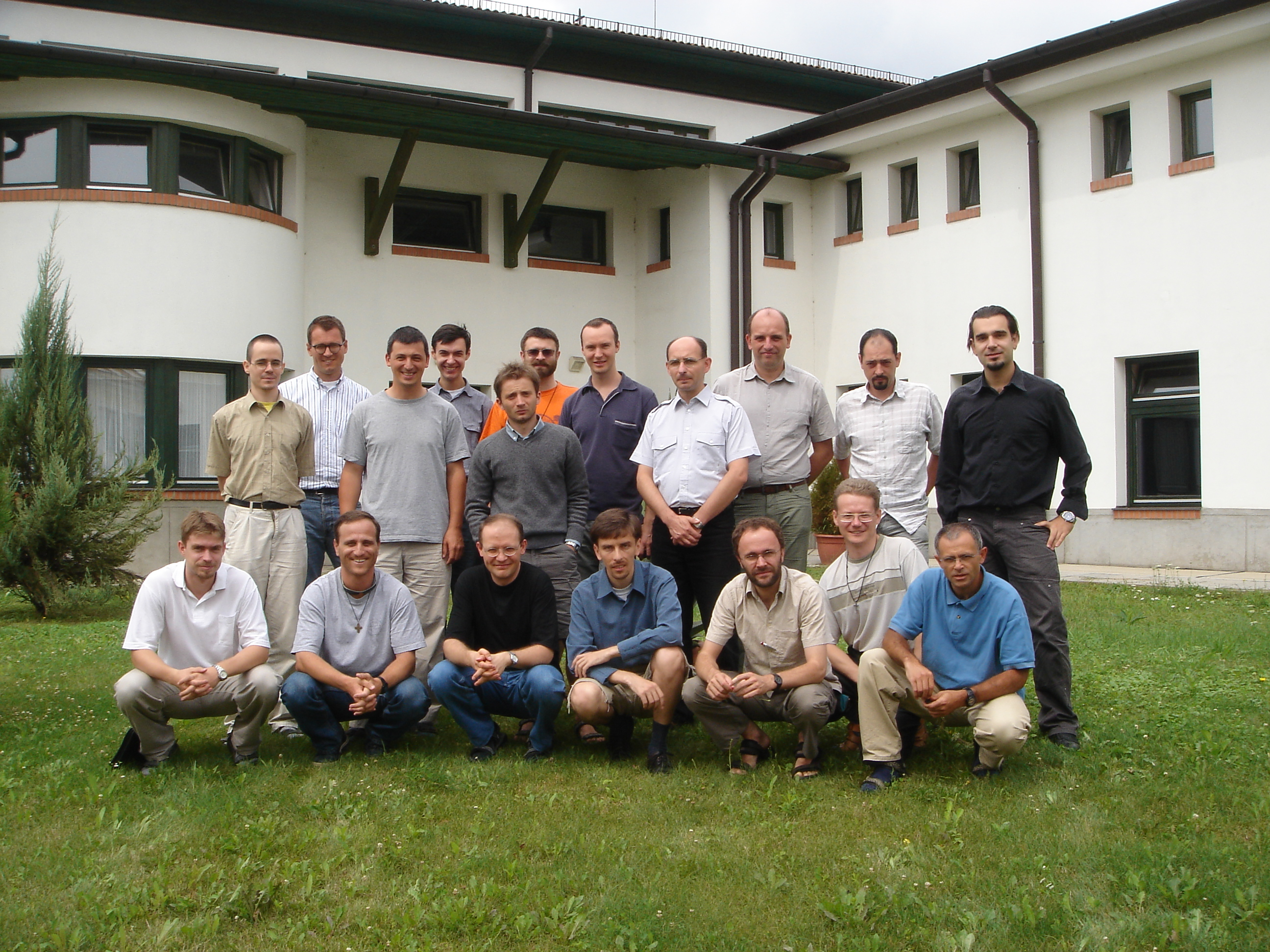
Tanulmányaikat végző magyar jezsuita rendtagok (skolasztikusok) évi találkozója, Miskolc, 2006

A jezsuita kiképzés meglehetősen hosszú (általában 10-12 év).
- 1.) A noviciátus (újoncidő) rendszerint két év, leglényegesebb eleme Szent Ignác harminc napos lelkigyakorlata. Az újoncidő a fogadalmak letételével ér véget.
- 2.) A juniorátus (idegen nyelv tanulása, általános műveltség fejlesztése) egy év.
- 3.) A filozófia legalább két évig tart, általában a rend saját egyetemein és főiskoláin.
- 4.) A magisztérium rendszerint két évig tartó gyakorlati időszak a rend intézményeiben.
- 5.) A teológia alaptanulmányai általában négy évig tartanak. Ekkor készül a skolasztikus (tanulmányait végző jezsuita rendtag) a pappá szentelésre, amire a teológiai és a lelkipásztori kiképzés végén kerül sor.
- 6.) pasztorális gyakorlatok – Miután a jezsuita rendtagokat pappá szentelték, néhány évig rendszerint kifejezetten lelkipásztori munkát végeznek.
- 7.) A posztgraduális vagy speciális tanulmányok a fiatal szerzetes adottságaitól és a lelkipásztori szükségletektől függően kettő-négy évig tarthatnak.
- 8.) A kiképzés végén a tercia következik (ez a két év noviciátus után a harmadik probációs év), ez egyben az addigi jezsuita élet tapasztalatainak értékelésére szánt idő is. Lényeges eleme a 30 napos nagy lelkigyakorlat, amit a jezsuiták ekkor végeznek másodszor és rendszerint utoljára. A tercia készít fel az ünnepélyes fogadalmakra, amelyekkel a szerzetes nyilvánosan és ünnepélyesen elkötelezi magát a rend mellett.

## A Jézus Társasága felépítése

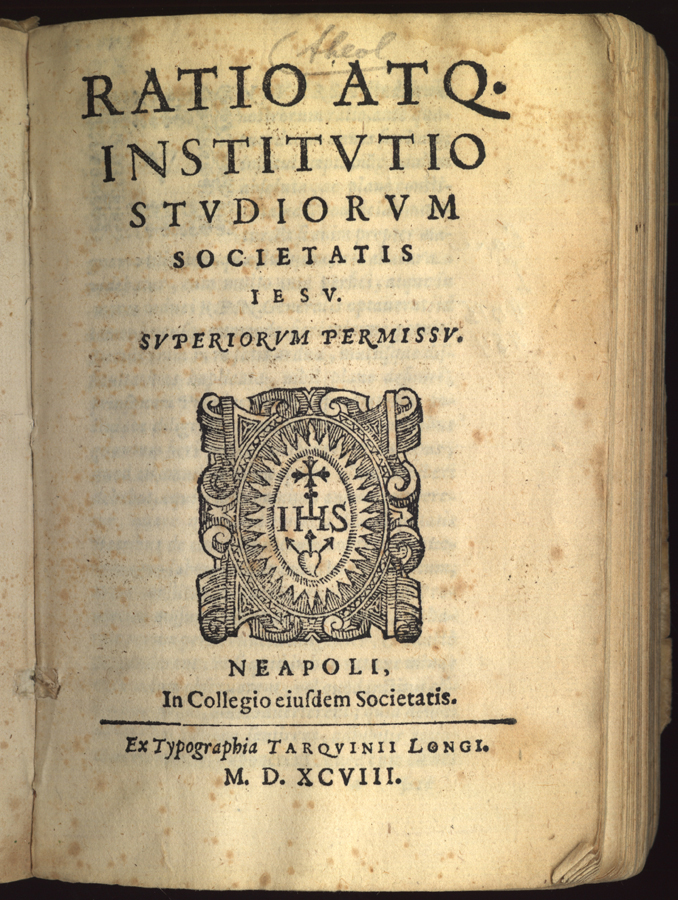
A Ratio atque institutio studiorum Societatis Iesu címlapja, a jezsuita iskolák 1599-ben bevezetett és hosszú időn át érvényes tanulmányi szabályzata

A jezsuiták nem monasztikus szerzetesrend, azaz a Jézus Társasága tagjai nem vonulnak el a világtól (legalábbis nem hosszabb távra), ennek megfelelően nem monostorokban, illetve kolostorokban élnek, hanem ún. rendházakban. A jezsuita rendházakat rendszerint nagyobb városokban alapították, tehát kulturális, adminisztratív, vagy ipari központokban, ahol széles körű pasztorációs (lelki gondozói) tevékenységre van lehetőség.
Minden jezsuita tagja valamelyik rendház közösségének, még akkor is, ha közülük néhányan történetesen nem élnek egy fedél alatt a többi rendtárssal (például munkájuk ezt nem teszi lehetővé).
A rendházak élén a rendházfőnök (szuperior) áll. A nagyobb rendházaknak ún. minisztere is van, aki a közösség anyagi gondjait adminisztrálja.
Egy-egy ország, vagy nyelvterület, ahol több jezsuita rendház működik, rendtartományt (provinciát) képez. Népesebb, illetve túlnyomórészt katolikus országokban több jezsuita provincia is működhet. A rendtartományok élén a tartományfőnök (provinciális) áll, akit a Rómában székelő legfőbb rendi elöljáró, a jezsuita általános rendfőnök (generális) nevez ki. A jezsuita tartományfőnök mandátuma három évre szól, de rendszerint megújítják újabb három évre, így egy-egy provinciális többnyire hat évig töltheti be ezt a hivatalát. Csak kivételes esetekben fordul elő, hogy egy provinciális hat évnél hosszabb időn keresztül marad egy adott rendtartomány élén.
A legfőbb rendi elöljárót, a „generálist” életre szólóan választják meg, a rendalkotmányban előírt módon. A jezsuiták legutóbbi, 31. legfőbb elöljáróját 2016. október 14-én választották meg, a venezuelai származású Arturo Sosa személyében.
Hivatala lejárta után a provinciális (és más, kiváltképpen felelősségteljes munkakörben dolgozó rendtag) fél évtől egy évig terjedő szabbatikumra vonulhat el, amely rendszerint a szokásos munkakörtől eltérő, kevésbé megerőltető munkával jár, és a lelki, illetve szellemi megújulást szolgálja. A szabbatikum után a jezsuiták újra beépülnek rendtartományuk aktív munkájába.
Több rendtartomány ún. asszisztenciát alkot. A magyar jezsuita rendtartomány például a közép-európai asszisztencia tagja, a német, az osztrák, a svájci és a közös lett-litván jezsuita provinciával együtt. Az asszisztenciák élén az asszisztens áll. Az asszisztens feladata nem egyféle „szuper tartományfőnöki” szerepkör (például nincs végrehajtó hatalma), hanem tanácsaival a generális munkáját segíti, közvetít az egyes rendtartományok és a legfőbb rendi előljáró között, és ennek megfelelően többnyire Rómában tartózkodik.

## A Jézus Társasága számokban

### A rendtagok száma
2011. január 1-jén közzétett adatok szerint világszerte 17 906 tagja van a jezsuita rendnek. A Társaság létszáma alapján a jezsuita rend a katolikus egyház legnagyobb létszámú szerzetes közössége. Tagjai összesen 126 országban vannak jelen szerte a világban.[forrás?]
A jezsuita papok száma 12 737.[mikor?] A papokon és a papságra készülő rendtagokon (ún. skolasztikusok, vagy tanuló rendtagok, 2 850) kívül testvérek is tartoznak a társasághoz (1 535), akik a szerzetesrend teljes jogú tagjai azzal a különbséggel, hogy nem részesülnek papszentelésben. A novíciusok, vagyis újoncok száma 2011 januárjában 784 volt.[forrás?]
2010. január 1-jén a jezsuita rend tagjainak átlagéletkora 57,49 év volt.[forrás?]
A II. vatikáni zsinat óta a rend taglétszámának erős csökkenése figyelhető meg. Arturo Sosa 2019-es becslése alapján a rend tagjainak száma 2034-re kb. 10 ezer főre fog csökkenni.

### Jezsuita nevelés és oktatás

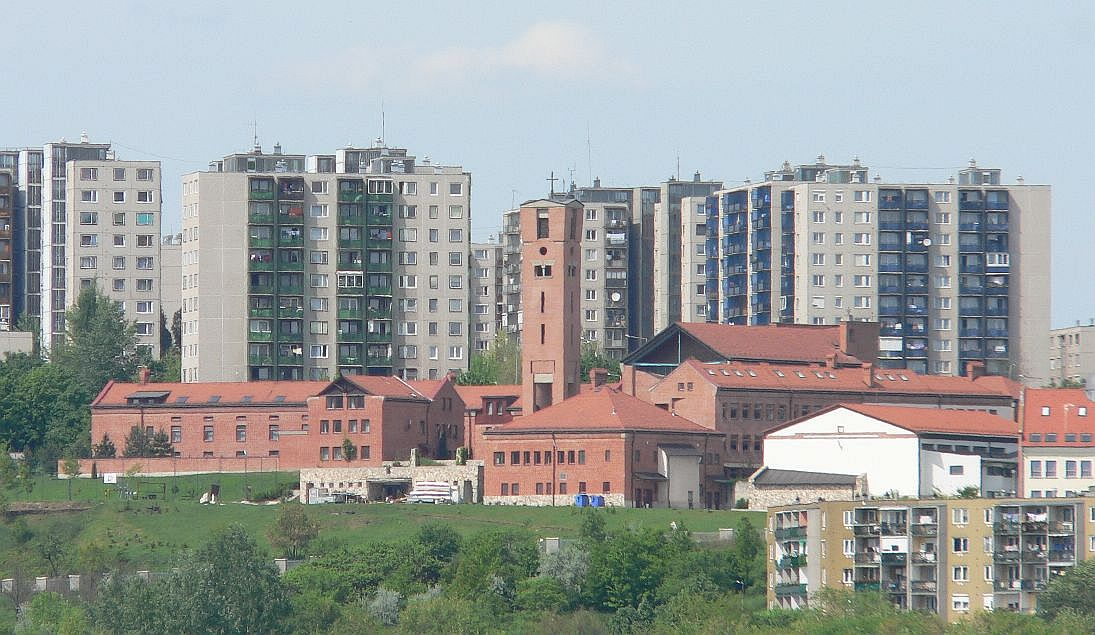
Jezsuita templom és iskola Miskolcon, az Avason

A Társaság 2005-ben közzétett adatai szerint mintegy 4600 jezsuita dolgozik az oktatásban teljes munkakörben. A jezsuita oktatási intézmények tanulóinak száma közel két és fél millió 68 különböző országban.
Az utóbbi időben a jezsuiták fokozott figyelmet fordítanak a világiak, vagy laikusok (nem-pap és nem szerzetes) széles körű bevonására a Szent Ignác-i lelkiségen alapuló pedagógiába. Ennek következtében a jezsuita intézményekben 123 985 világi pedagógus dolgozott a legutóbbi adatok szerint.
A világiak erőteljes bevonása a jezsuita oktatói és nevelői munkába újabb feladat elé állította a szerzetesrendet, mégpedig hogy folyamatosan gondoskodjanak, ne csak a diákok neveléséről Loyolai Szent Ignác szellemében, hanem hogy a jezsuita lelkiséget illetően a világi oktatók is folyamatos képzésben részesüljenek.
Összesen 3 451 jezsuita oktatási intézmény működik szerte a világon, amelyek közül:
- 202 felsőfokú intézmény (egyetem és főiskola),
- 444 másodfokú iskola (középiskola és gimnázium),
- 79 intézményben nyújtanak szakképzést (szakközépiskola),
- 123 az általános iskolák száma,
- 98 óvoda is jezsuita vezetés alatt áll.
- Az iskolákon kívül a jezsuita rend fenntart még 124 bennlakásos kollégiumot és nevelőközpontot,
- Dél-Amerikában 2,603 úgynevezett Fe y Alegría intézmény is működik, ahol a jezsuiták a legszegényebb szociális hátterű fiatalok egész napos és átfogó nevelésével foglalkoznak.

### Média
A tömegtájékoztatásban 237 jezsuita szerzetes dolgozik teljes munkakörben, míg 130-an fél munkaidőben. A kommunikációs készség nevelése a jezsuita kiképzés alapvető részét képezi. Médiaszakembereik segítségével szinte minden jezsuita hozzájárul az ún. „média apostolkodáshoz”.
A 2005-ös adatok szerint, világszerte összesen 30 jezsuita könyvkiadó működik. A jezsuita folyóiratok száma 129, ezek főleg lelkiségi és kulturális lapok, 25%-uk mindenesetre kifejezetten teológiai és keresztény lelkiségi kérdésekkel foglalkozik. 66 rádióállomás és 27 televíziós csatorna működik a Társaság vezetése alatt. A világhálón összesen 811 kifejezetten a renddel kapcsolatos honlap található.
Az 1931-ben felavatott Vatikáni Rádió szintén jezsuita vezetés alatt áll, amely 33 különböző nyelven fordul a hallgatósághoz: 270 program Európának, 130 Afrikának, 50 Amerikának és több mint 40 Ázsiának és Óceániának szól. A Vatikáni Rádió 1949-től naponta sugároz negyedórányi magyar műsort, amelyet több magyar médium Magyarországon is lead. A „pápa hangja”-ként is ismert Vatikáni Rádiónak ma elsősorban az a célja, hogy megbízható hírforrásként szolgáljon a katolikus egyházat érintő kérdésekben a többi média számára.

### Szociális munkák
Összesen 324 szociális intézmény működik a rend vezetése alatt, amelyekben 702 jezsuita dolgozik teljes munkakörben. A jezsuiták nem csak saját intézményeikben végeznek szociális munkát, hiszen a szegényekkel és a kirekesztettekkel való törődés kezdetektől fogva erős hangsúllyal bír a rend történetében.

### Lelkipásztori munka
A rend tagjainak 10%-a dolgozik kifejezetten lelkigyakorlatos és egyéb pasztorális intézményekben. Világszerte mintegy 2000 plébániát és lelkészséget, valamint 279 lelkigyakorlatos központot vezetnek jezsuiták. Az ún. Keresztény Élet közösségéhez (azok lehetnek tagjai, akik elvégezték Szent Ignác Lelkigyakorlatait) mintegy 35 000 ember tartozik, akik szintén kiveszik a részüket a jezsuita lelkiség terjesztésében.
A jezsuiták külön fogadalommal erősítik meg, hogy nem törekszenek egyházi címek, méltóságok és elismerések megszerzésére. Ha ez egyes rendtagok esetében netalán mégis előfordulna, a rendtársak kötelessége emlékeztetni egymást a rend eredeti szellemiségére és figyelmeztetni az adott elöljárót. Ennek ellenére, ha a római pápa ragaszkodik a jezsuiták szolgálatára egyes címekkel és rangokkal járó egyházi hivatalok betöltésében, a jezsuiták a pápának tett engedelmesség nevében elfogadják azt. Így 2006-ban 89 jezsuita töltött be püspöki hivatalt, és a pápához legközelebb álló bíborosi testületnek is 7 jezsuita tagja volt.

## A magyar jezsuita rendtartomány
A jezsuiták hivatalos elnevezése Magyarországon Jézus Társasága Magyarországi Rendtartománya, rövidítése JTMR.
A magyar jezsuita rendtartomány 1909-ben vált független provinciává. Korábban az egész Osztrák–Magyar Monarchia területe – a Jezsuita Rend legnagyobb provinciájaként – egyetlen jezsuita rendtartományt képezett.
A Jézus Társasága Magyarországi Rendtartománya 2014-es katalógusa szerint a provinciának összesen 80 tagja van. Ezek közül 61 pap, 7 szerzetes testvér, 12 tanuló rendtag és 2 novícius.

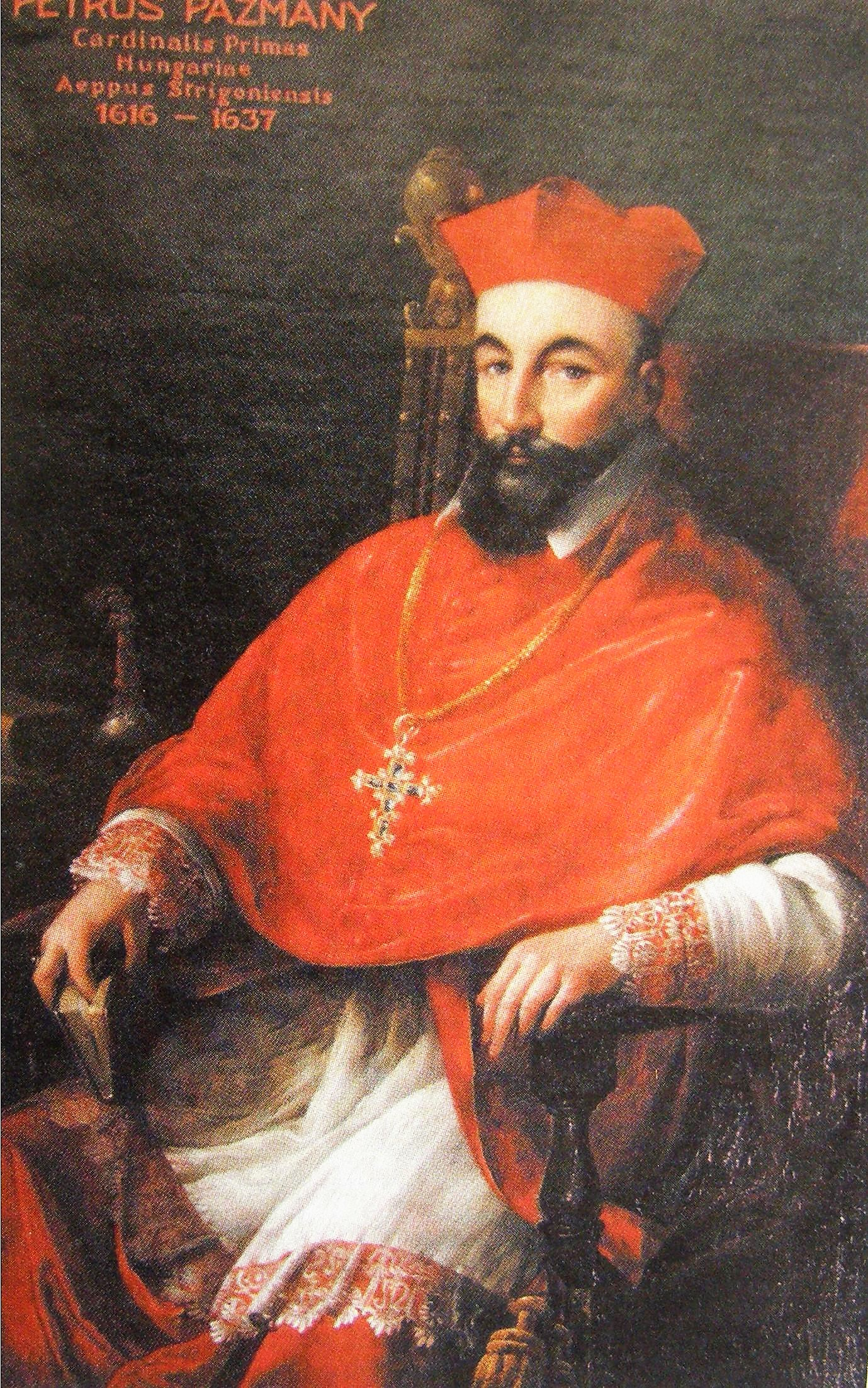
Pázmány Péter

### A kezdetek
Az első két magyar jezsuita (Hernád Péter és Szabó István) az 1550-ben alapított bécsi jezsuita kollégium diákja volt. 1561-ben Nagyszombatban nyitják első magyarországi kollégiumukat. 1579-ben Báthory István telepítette le a jezsuitákat a kolozsmonostori apátságban azzal a céllal, hogy Kolozsvárott közismereti és államvezetési ismereteket tanító kollégiumot nyissanak. Két évvel később ennek a kollégiumnak a tanulói között találjuk a 17. század majdani legismertebb jezsuitáját, Pázmány Pétert. (A jezsuitákat több ízben kitiltották Erdélyből (1588, 1607, 1610, 1653), de visszatérve folytatták a tanítást.) Pázmány esztergomi érsekként többek között megalapította a nagyszombati egyetemet, melynek utóda a mai ELTE Budapesten. 1773-ban 19 kollégiumban tanítottak a magyar jezsuiták. A 18. században 700 könyv jelent meg jezsuita szerzőtől, ezek között évente fél tucat magyar nyelven.

### Az önálló Magyar Jezsuita Rendtartomány
Az Osztrák–Magyar Monarchia egész területét átfogó egyetlen osztrák jezsuita provinciából vált ki a független magyar rendtartomány 1909. szeptember 7-én. Az önálló rendtartománynak 1945-ben már 400 tagja volt, akik kilenc templomban, két gimnáziumban (Kalocsán és Pécsett) és egy lelkigyakorlatos házban működtek. Ezekhez járultak még a rendi ifjúság képzésére rendelt intézmények, a budai noviciátus (Manréza) és a szegedi filozófiai és teológiai főiskolák. Nyolc folyóiratot adtak ki a magyar jezsuiták (A Szív, Magyar Kultúra, Mária Kongregáció, stb.). Az egész országra kiterjedő apostoli munkáik közé tartoztak a Mária kongregációk, a KALOT, a Szívgárda, a Szívtestőrség és a népmissziók. A jezsuita rendházak az ország minden részét behálózták: Nagykapornak (1859), Kalocsa (1860), Budapest (1886), Pécs (1912), Szeged (1920), Mezőkövesd (1923), Hódmezővásárhely (1936), Kispest (1939), Kaposvár (1948). Magyarországi munkáikon kívül Kínában is vállaltak egy missziós területet.
1950-ben betiltották a szerzetesrendek működését, elvették házaikat, államosították intézményeiket és eltiltották őket minden apostoli munkától. Negyven éven keresztül a jezsuiták szétszóródásra kényszerültek.

### Magyar jezsuita intézmények és rendházak

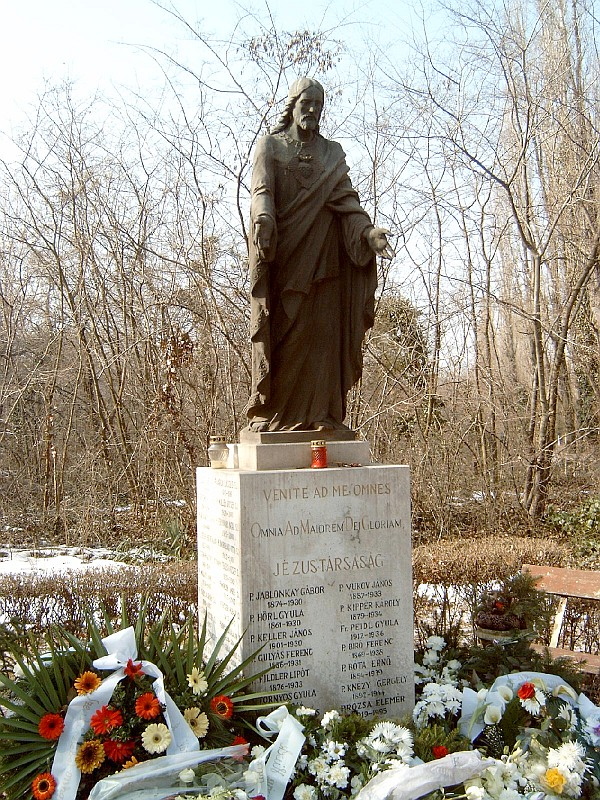
A Jezsuita rend tagjainak síremléke Budapesten. Kerepesi temető: 55.

A magyar jezsuiták a Jézus Társasága „hagyományos” tevékenységeit művelik:
- lelkipásztori munka és lelkigyakorlatos szolgálat,
- nevelés és oktatás,
- a párbeszéd kultúrájának előmozdítása, különös tekintettel a hátrányos helyzetűekre,
- kommunikáció és médiaszolgálat (újság- és folyóiratírás, rádióműsor és kisebb filmek készítése, jezsuita honlapok).

A rend adminisztratív központja Budapesten, a Horánszky utcában található (Párbeszéd Háza).
Jelenleg tíz jezsuita rendház működik Magyarországon. Jezsuita plébániák és lelkészségek működnek Budapesten, Szegeden és Miskolcon. Miskolcon a nyolc- és négyosztályos Fényi Gyula Jezsuita Gimnázium is működik mintegy 600 tanulóval, valamint egy fiú- és egy lánykollégium összesen mintegy 170 bentlakó diákkal.
Budapesten a rend jelenleg négy helyen van állandó szolgálatban:
- a VIII. kerületben két, egymáshoz közeli helyen működnek jezsuiták:
  - A Horánszky utcában van a rendtartomány adminisztratív központja, egy rendház, valamint különböző lelkiségi és kulturális csoportokat összefogó központ. Itt működik a Faludi Ferenc Akadémia, a magyar jezsuiták felnőttképző intézete, valamint a Jezsuita Kiadó, amelynek részét képezi a A Szív lelkiségi, kulturális és önismereti folyóirat szerkesztősége, a Jezsuita Könyvek szerkesztősége, és az Embertárs mentálhigiénés és lelkigondozói szakfolyóirat szerkesztősége. 2010-től ebben az épületben működik az 50 fős Szent Ignác Jezsuita Szakkollégium is.
  - A Horánszky utcával párhuzamos Mária utcában található a jezsuiták Jézus Szíve temploma.
- a II. kerületben, a Sodrás utcában működik a Faludi Ferenc Ház, az „írók háza”. Jelenleg a Sodrás utcai rendház ad otthont a jezsuita noviciátusnak is.
- a XIX. kerületben működik a Jezsuita Roma Kollégium és Szakkollégium.[76]

A dobogókői Manréza konferencia- és lelkigyakorlatos központ több közérdekű rendezvény színhelye. A Mecsek egyik kis falujában, Püspökszentlászlón is működik egy kisebb jezsuita lelkigyakorlatos ház (Életrendezés háza).
A magyar jezsuita rendtartománynak számos erdélyi, több délvidéki és kárpátaljai tagja is van. Közülük többen a határon túli magyarok körében működnek, például az erdélyi Szatmárnémetiben és Marosvásárhelyen, valamint a délvidéki Törökkanizsán. A magyar rendtartománynak van egy temploma és rendháza Kanadában, Torontóban is, ahol elsősorban a kanadai magyarok lelki gondozásával foglalkoznak.
Magyar származású jezsuiták élnek még a horvát, a szlovák, a román és a német jezsuita rendtartományokban.

## Híres jezsuiták

### Szentek, boldogok
Szentté avatott tagjainak száma közel ötven, a boldogoké közel százötven.
- Loyolai Szent Ignác (rendalapító)
- Xavéri Szent Ferenc (misszionárius)
- Fáber Szent Péter (az első pap a Társaságban)
- Kassai vértanúk (a magyar rendtartomány védőszentjei)
  - Pongrácz Szent István
  - Grodecz Szent Menyhért
  - Kőrösi Szent Márk
- Kaszap István (boldoggá avatása folyamatban van)

### Lelkészek, teológusok, filozófusok, tudósok, művészek

#### Magyarok
- panaszi Pázmány Péter (1570–1637) esztergomi érsek, bíboros, a magyarországi ellenreformáció vezető alakja, író
- Faludi Ferenc (1704–1779) jezsuita szerzetes, író, költő, műfordító
- Hell Miksa (1720–1792) magyar csillagász, matematikus, fizikus
- Horváth Keresztély János (1732–1799) jezsuita rendi szerzetes, egyetemi tanár
- Pray György (1723–1801) jezsuita szerzetes, történetíró, a budai, majd a pesti Egyetemi Könyvtár vezetője
- tordasi és kálozi Sajnovics János (1733–1785) a finnugor nyelvrokonság korai kutatója, nyelvész, matematikus és csillagász
- boldogfai Farkas Ferenc (1742–1807) jezsuita rendi pap, költő, veszprémi kanonok
- Fényi Gyula (1845–1927) jezsuita szerzetes, tanár, csillagász
- Raile Jakab (1894–1949) jezsuita szerzetes, a Világ Igaza
- Kerkai Jenő (1904–1970) jezsuita szerzetes, a KALOT (Katolikus Agrárifjúsági Legényegyletek Országos Testülete) létrehozója és fő szervezője

#### Külföldiek
- Ferenc pápa
- Jacob Bosch
- Jean Daniélou
- Henri de Lubac
- Jacques Marquette
- Anthony de Mello
- Karl Rahner
- Pierre Teilhard de Chardin

### Kortárs magyar jezsuiták
- Beöthy Tamás
- Forrai Tamás Gergely
- Jálics Ferenc
- Lukács János
- Matyasovich Henrik
- Mustó Péter
- Muzslay István
- Nemeshegyi Péter
- Szabó Ferenc
- Teres Ágoston
- Weissmahr Béla
- Sajgó Szabolcs